# Nystadsbanan
|  | Non-passenger head station |

|  | Non-passenger station/depot on track |

| Unknown BSicon "KDSTaq" | Unknown BSicon "ABZg+r" |  |

|  | Non-passenger station/depot on track |

|  | Non-passenger station/depot on track |

|  | Unknown BSicon "eHST" |

|  | Unknown BSicon "eHST" |

|  | Unknown BSicon "eHST" |

|  | Unknown BSicon "eHST" |

|  | Unknown BSicon "eHST" |

|  | Unknown BSicon "eHST" |

|  | Unknown BSicon "eHST" |

|  | Unknown BSicon "eHST" |

|  | Unknown BSicon "eHST" |

|  | Unknown BSicon "eHST" |

|  | Unknown BSicon "eHST" |

|  | Unknown BSicon "eHST" |

|  | Unknown BSicon "eHST" |

|  | Unknown BSicon "PSL" |

|  | Unknown BSicon "eHST" |

|  | Unknown BSicon "eHST" |

|  | Unknown BSicon "eHST" |

|  | Unknown BSicon "eHST" |

|  | Unknown BSicon "eHST" |

|  | Unknown BSicon "eHST" |

|  | Unknown BSicon "eHST" |

|  | Unknown BSicon "eHST" |

|  | Unknown BSicon "eHST" |

|  | Unknown BSicon "eHST" |

|  | Unknown BSicon "eHST" |

|  | Unknown BSicon "eHST" |

|  | Unknown BSicon "eHST" |

| Unknown BSicon "LSTRq" | Unknown BSicon "ABZg+r" |  |

|  | Unknown BSicon "eBHF" |

|  | Unknown BSicon "eHST" |

|  | Unknown BSicon "eHST" |

| Unknown BSicon "KDSTaq" | Unknown BSicon "ABZg+r" |  |

|  | Unknown BSicon "eHST" |

| Unknown BSicon "KDSTaq" | Unknown BSicon "ABZg+r" |  |

|  | Unknown BSicon "eHST" |

|  | Unknown BSicon "eHST" |

| Unknown BSicon "KDSTaq" | Unknown BSicon "ABZg+r" |  |

|  | Non-passenger station/depot on track |

| Unknown BSicon "KBHFaq" | Unknown BSicon "ABZg+r" |  |

|  | Station on track |

|  | Unknown BSicon "ABZgl" |

|  | Non-passenger head station |

|  | Non-passenger station/depot on track |

| Unknown BSicon "KDSTaq" | Unknown BSicon "ABZg+r" |  |

|  | Non-passenger station/depot on track |

|  | Non-passenger station/depot on track |

|  | Unknown BSicon "eHST" |

|  | Unknown BSicon "eHST" |

|  | Unknown BSicon "eHST" |

|  | Unknown BSicon "eHST" |

|  | Unknown BSicon "eHST" |

|  | Unknown BSicon "eHST" |

|  | Unknown BSicon "eHST" |

|  | Unknown BSicon "eHST" |

|  | Unknown BSicon "eHST" |

|  | Unknown BSicon "eHST" |

|  | Unknown BSicon "eHST" |

|  | Unknown BSicon "eHST" |

|  | Unknown BSicon "eHST" |

|  | Unknown BSicon "PSL" |

|  | Unknown BSicon "eHST" |

|  | Unknown BSicon "eHST" |

|  | Unknown BSicon "eHST" |

|  | Unknown BSicon "eHST" |

|  | Unknown BSicon "eHST" |

|  | Unknown BSicon "eHST" |

|  | Unknown BSicon "eHST" |

|  | Unknown BSicon "eHST" |

|  | Unknown BSicon "eHST" |

|  | Unknown BSicon "eHST" |

|  | Unknown BSicon "eHST" |

|  | Unknown BSicon "eHST" |

|  | Unknown BSicon "eHST" |

| Unknown BSicon "LSTRq" | Unknown BSicon "ABZg+r" |  |

|  | Unknown BSicon "eBHF" |

|  | Unknown BSicon "eHST" |

|  | Unknown BSicon "eHST" |

| Unknown BSicon "KDSTaq" | Unknown BSicon "ABZg+r" |  |

|  | Unknown BSicon "eHST" |

| Unknown BSicon "KDSTaq" | Unknown BSicon "ABZg+r" |  |

|  | Unknown BSicon "eHST" |

|  | Unknown BSicon "eHST" |

| Unknown BSicon "KDSTaq" | Unknown BSicon "ABZg+r" |  |

|  | Non-passenger station/depot on track |

| Unknown BSicon "KBHFaq" | Unknown BSicon "ABZg+r" |  |

|  | Station on track |

|  | Unknown BSicon "ABZgl" |

Nystadsbanan är en del av det finländska järnvägsnätet. Bandelen sträcker sig från Åbo till Nystad och därifrån till Hangonsaari. Banan är 70 kilometer lång och färdigställdes 1924. Det första tåget anlände till Nystad den 2 augusti 1924. Det går ett förgreningsspår från Reso till Nådendal.
Persontrafiken lades ner 1992 och alla perronger och bangårdar mellan Nystad och Åbo utom i Virmo  har rivits. Banans stationer och hållplatser låg ofta en bit från tätorterna.